# ГЕС Луншоу I
ГЕС Лонгшоу I (龙首一级水电站) — гідроелектростанція у північній частині Китаю в провінції Ганьсу. Входить до складу каскаду на річці Жошуй (Хейхе), котра стікає до безсточного басейну на північ від гір Наньшань.
В межах проекту річку перекрили бетонною арково-гравітаційною греблею висотою 76 метрів, довжиною 217 метрів та шириною аркової частини від 5 (по гребеню) до 14 (по основі) метрів. Вона утримує водосховище з об’ємом 13,2 млн м3 (корисний об’єм 5,8 млн м3) та нормальним рівнем поверхні на позначці 1748 метрів НРМ (під час повені може зростати до 1749,4 метра НРМ).
Пригреблевий машинний зал обладнали п’ятьма турбінами – трьома потужністю по 15 МВт та двома з показниками по 7 МВт. Вони використовують напір від 45 до 62 метрів (номінальний напір 57 метрів) та забезпечують виробництво 198 млн кВт-год електроенергії на рік.